# HIP 57050
HIP 57050 is een rode dwerg met een spectraalklasse van M4.0Ve. De ster bevindt zich 35,96 lichtjaar van de zon.